# Bob Frojen
Robert Charles Frojen, detto Bob (Amburgo, 1º dicembre 1930 – Los Angeles, 11 dicembre 2005), è stato un pallanuotista statunitense, che ha disputato il torneo di pallanuoto ai Giochi di Melbourne 1956.
Ai II Giochi panamericani ha vinto 1 argento.